# 聖查爾斯 (愛達荷州)
聖查爾斯（英語：St. Charles）是一個位於美國愛達荷州貝爾萊克縣的城市。

## 地理
聖查爾斯的座標為42°06′45″N 111°23′24″W / 42.11250°N 111.39000°W，而該地的平均海拔高度為1818米（即5964英尺）。

## 人口
根據2010年美國人口普查的數據，聖查爾斯的面積為1.81平方千米，均為陸地。當地共有人口131人，而人口密度為每平方千米72.38人。